# Червеноглаво кралче
Червеноглавото кралче (Regulus ignicapilla) е вид птица от семейство Кралчеви (Regulidae). Среща се и в България.

## Разпространение
Докъм 1943 г. видът е бил известен в България единствено от находища в иглолистните гори. За първи път в България през размножителния сезон в широколистни гори видът е съобщен от орнитолога Николай Боев край Айтос, в гората „Батова“ край Балчик и в местността „Побитите камъни“ край Варна

## Допълнителни сведения
В ранно-плейстоценското палеонтологично находище край гр. Вършец отпреди 2,25 млн. години са открити костни останки, отнесени от палеоорнитолога проф. Златозар Боев към нов, неизвестен на науката вид – Regulus bulgaricus (българско кралче), вероятен предледников предшественик на червеноглавото кралче.